# Comissão Técnica Nacional de Biossegurança
A Comissão Técnica Nacional de Biossegurança (CTNBio) é uma instância colegiada multidisciplinar, criada através da lei nº 8.974, de 5 de janeiro de 1995.
Sua finalidade é prestar apoio técnico consultivo e assessoramento ao Governo Federal na formulação, atualização e implementação da Política Nacional de Biossegurança relativa a organismos geneticamente modificados (OGMs), bem como no estabelecimento de normas técnicas de segurança e pareceres técnicos referentes à proteção da saúde humana, dos organismos vivos e do meio ambiente, para atividades que envolvam a construção, experimentação, cultivo, manipulação, transporte, comercialização, consumo, armazenamento, liberação e descarte de OGMs e derivados.
Segundo Teixeira, P. e Valle, S. da Fundação Oswaldo Cruz. Biossegurança é o conjunto de ações voltadas para a prevenção, minimização ou eliminação de riscos inerentes às atividades de pesquisa, produção, ensino, desenvolvimento tecnológico e prestação de serviços, visando à saúde do homem, dos animais, a preservação do meio ambiente e a qualidade dos resultados
A mesma lei que deu origem à comissão estabeleceu normas de uso para técnicas de engenharia genética e liberação de OGMs no meio ambiente. As regulamentações vão voltar a ser elaboradas em 2005, com a lei nº 11.105, de 24 de março de 2005, a atual Lei de Biossegurança. Esta reestruturou o CTNBio, criou Conselho Nacional de Biossegurança (CNBS) - órgão superior à CTNBio - e revogou a disposição anterior.
| Período     | Nome                               |
| ----------- | ---------------------------------- |
| 1996 - 1999 | Dr. Luiz Antônio Barreto de Castro |
| 1999-2000   | Dra. Leila dos Santos Macedo       |
| 2001-2003   | Dr. Esper Abraão Cavalheiro        |
| 2003-2005   | Dr. Jorge Guimarães                |
| 2006 – 2010 | Dr. Walter Colli                   |
| 2011 – 2012 | Dr. Edilson Paiva                  |
| 2012-2014   | Dr. Flávio Finardi Filho           |
| 2014-2018   | Dr. Edivaldo Domingos Velini       |
| 2018-2020   | Dra. Maria Suely Soares Felipe     |
| 2020 – 2023 | Dr. Paulo Augusto Vianna Barroso   |
| 2023 -      | Dr. Leandro Vieira Astarita        |